# Gorinchem
Gorinchem est une ville et ancienne commune néerlandaise, en province de Hollande-Méridionale, également connue sous le nom de Gorkum ou Gorcum. La ville se situe sur un croisement de diverses routes fluviales, routières, ferroviaires et militaires. Le centre historique de Gorinchem est une ancienne ville fortifiée.

## Géographie

### Communes limitrophes
| Molenlanden            |                                 |                        |
| Hardinxveld-Giessendam | Gorinchem                       | West Betuwe ( Gueldre) |
|                        | Altena ( Brabant-Septentrional) | Zaltbommel ( Gueldre)  |

## Histoire
À l'origine de la ville est un hameau fondé autour l'an 1000, qui petit à petit fut transformé en une ville. Gorinchem reçut sa charte d'affranchissement en 1382. La ville est assiégée en 1402 par Guillaume IV de Hainaut et son père, mais elle sera victorieusement défendue par Jean V d'Arkle. Ce siège marque le début les  Guerres d'Arkel (1401-1412). En 1572 la ville fut prise par les Gueux de mer Calvinistes qui pendirent 19 religieux catholiques, les Saints Martyrs de Gorkum.

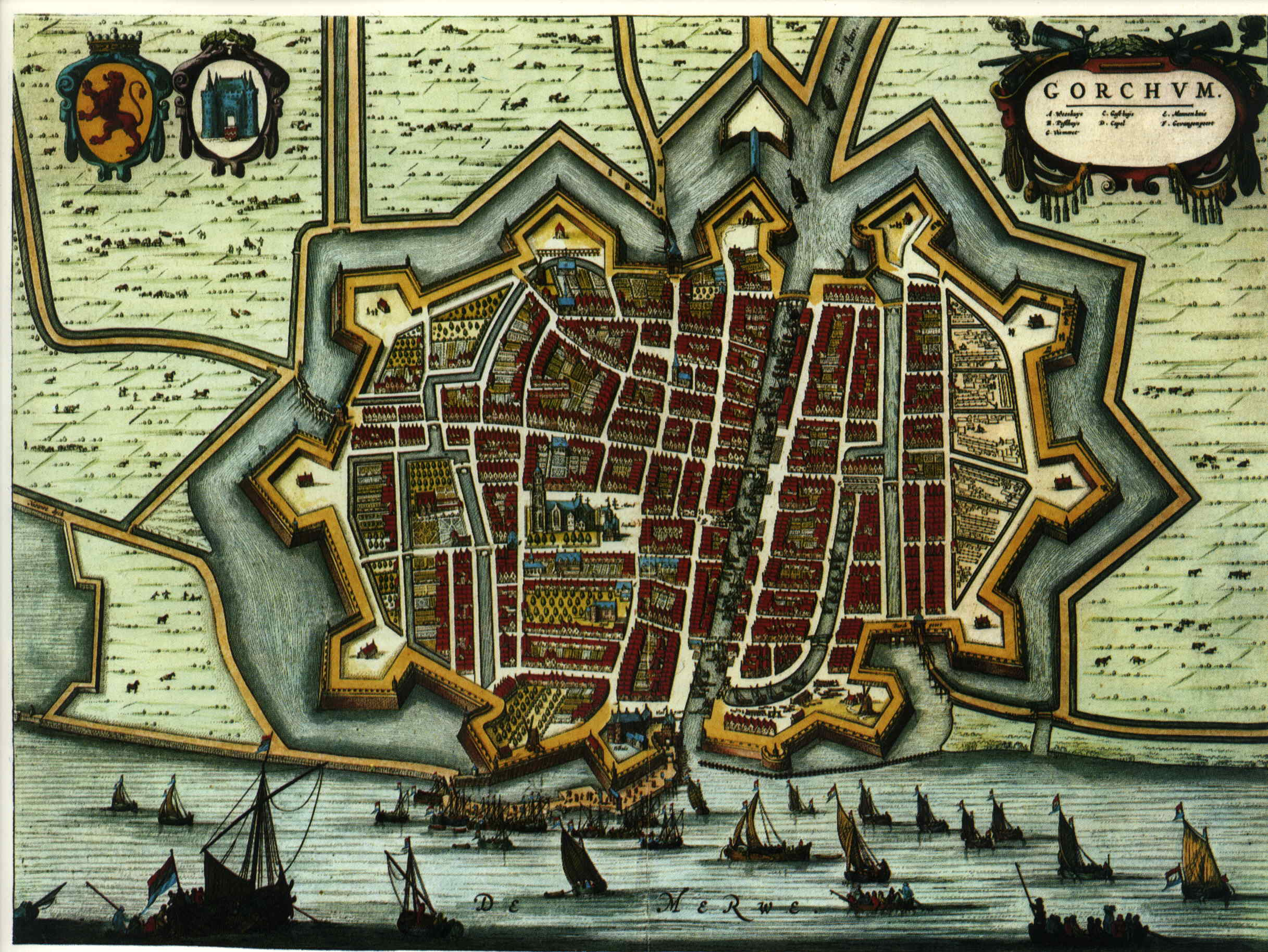
Carte des fortifications de la ville par Johannes Blaeu vers 1652.

Au XVIe siècle fut établie la fortification de la ville. Entre 1580 et 1600, l'enceinte ponctuée de tours disparaît et la ville s’agrandit en s'entourant d'un ouvrage de 11 bastions complété d'un fossé inondé. Elle n'a perdu son rôle militaire qu'au XXe siècle. Encore assez riche au XVIe siècle et XVIIe siècle, la ville fut le lieu de naissance de quelques peintres connus, comme Abraham Bloemaert et Jan van der Heyden.
Au XVIIIe siècle, la ville connut un déclin économique, aggravé par des dégâts de guerre pendant l'occupation Française des Pays-Bas. De novembre 1813 à février 1814 eut lieu le Siège de Gorinchem.
Au XIXe siècle l'église et l'hôtel de ville médiéval furent démolis et remplacés par des bâtiments de style néo-Renaissance. Heureusement le clocher fut épargné et domine la ville encore aujourd'hui. Des quatre portes issues des fortifications (dont l'Arkelpoort et la Kanselpoort), seule la Dalempoort est encore visible. Elles sont toutes détruites durant ce siècle. La Waterpoort (Gorinchem) (nl) sera remontée (après sa destruction en 1893) dans les jardins du Rijksmuseum (nl) du Rijksmuseum d'Amsterdam par Pierre Cuypers.
Au XXe siècle la ville a connu de nombreuses expansions. Elle a maintenant presque 35 000 habitants.

## Transports
Gorinchem est situé sur la confluence de la Merwede et la Linge.
Les autoroutes A15 et A27, la ligne de chemin de fer Dordrecht-Elst et la Betuweroute passent à côté. Gorinchem possède également une gare ferroviaire.

## Personnalités liées à la ville
- Les Martyrs de Gorcum, dont Saint Godefroid Coart (1512-1572)
- Philips van der Aa (mort après 1586), commandant de la ville en 1574
- Abraham Bloemaert (1564-1651), peintre
- Roger van Boxtel (1954), homme politique
- Dirk Rafaelszoon Camphuysen (1586-1627), poète, peintre et théologien
- Guillaume Estius (1542-1613) en Hollandais William Hessels Van Est théologien, chancelier de l'université de Douai, né à Gorcum et mort à Douai
- Hendrik Hamel (1630-1692), navigateur et écrivain
- Jan van der Heyden (1637-1712), peintre et inventeur
- Abraham van Hoey (1684-1766), diplomate néerlandais
- Aernout van der Neer (ca. 1603-1677), peintre
- Hendrik Verschuring (1627-1690), peintre et dessinateur
- Níkos Vértis (1976), chanteur
- Frenkie de Jong (1997), footballeur international néerlandais

## Sports

### Football
- GVV Unitas, fondé en 1898.
- SVW, fondé en 1911.
- GJS, fondé en 1930.
- GVV Raptim, fondé en 1940.
- SC Gorkum, fondé en 1972.

### Handball
- GHV Achilles

### Volley-ball
- Volleybalvereniging de Meteoor, fondé en 1957.

### Basket-ball
- GOBA Gorinchem, fondé en 1970.

## Jumelages
- Saint-Nicolas (Belgique)
- Gangjin (Corée du Sud)

## Galerie

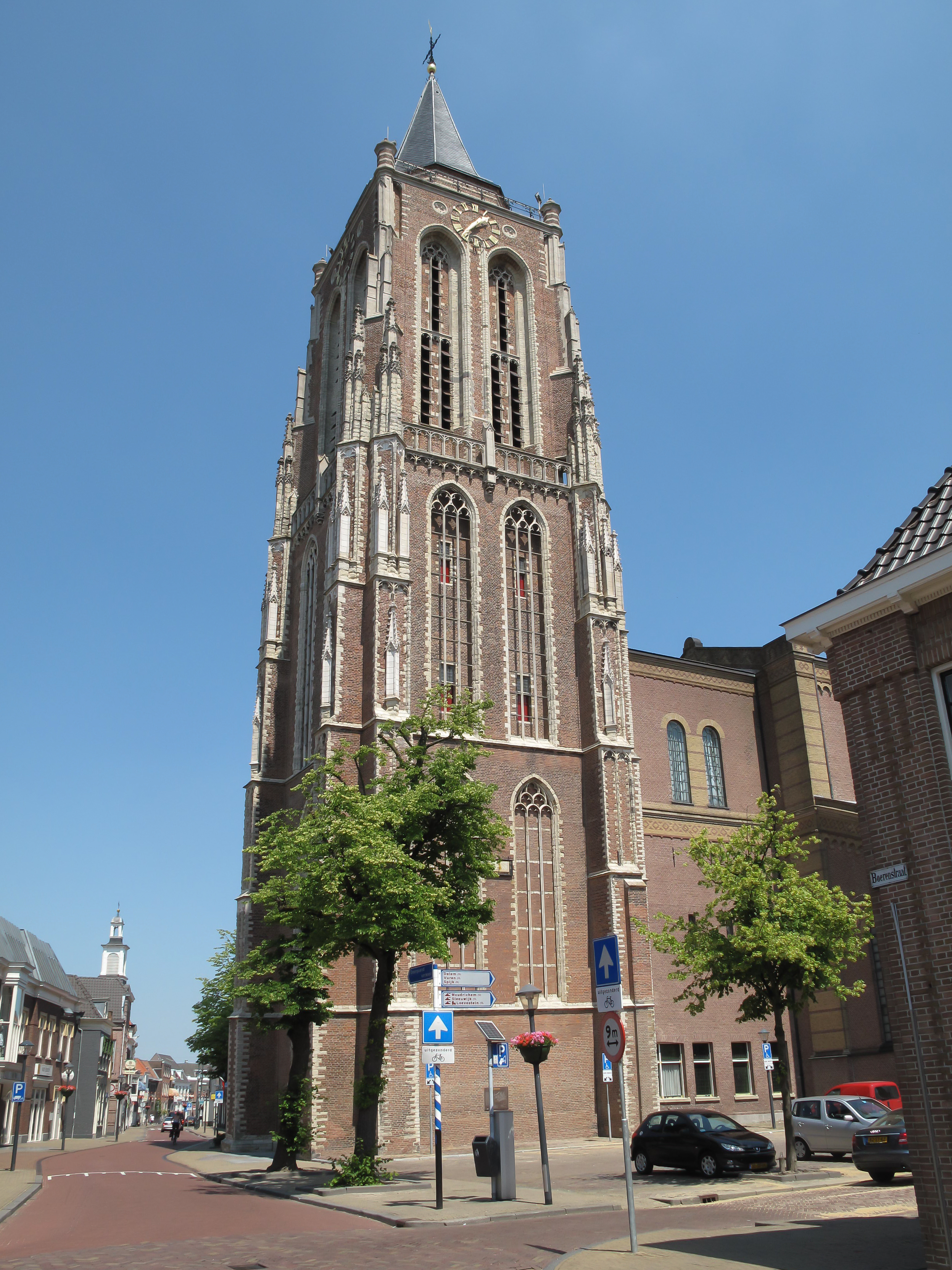
Gorinchem, église: de Grote Kerk
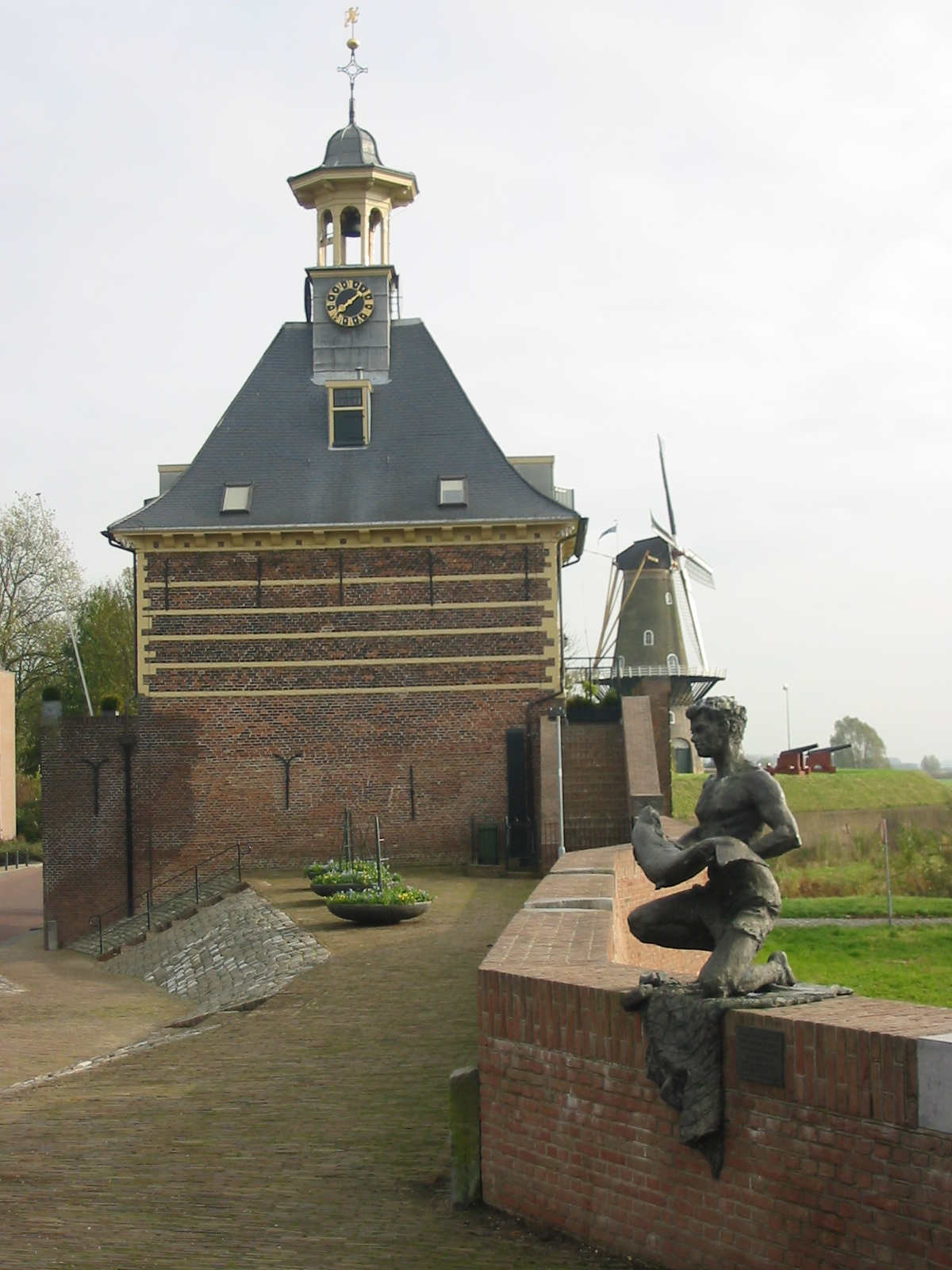
Gorinchem, porte de Dalem
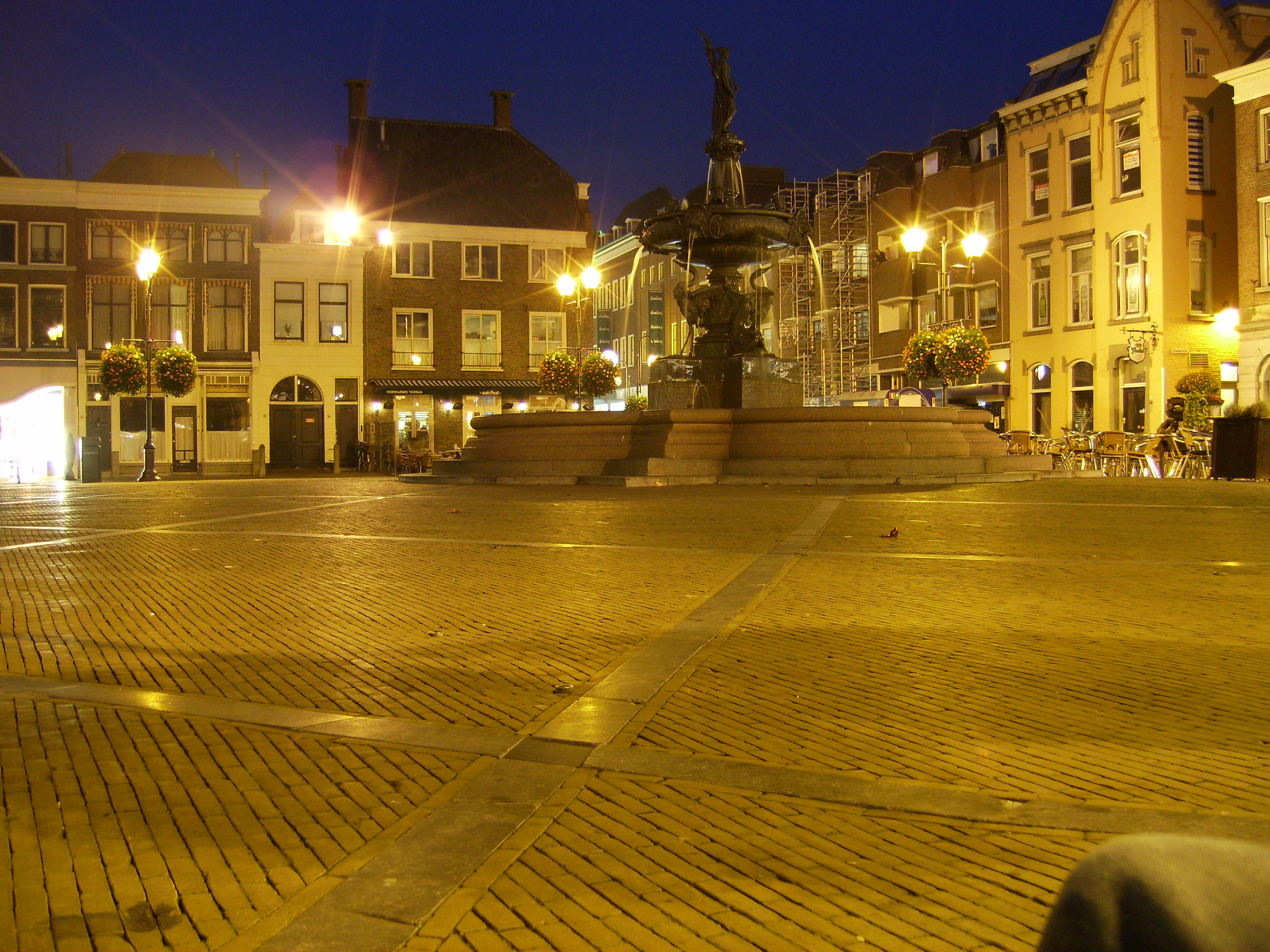
Grand-Place
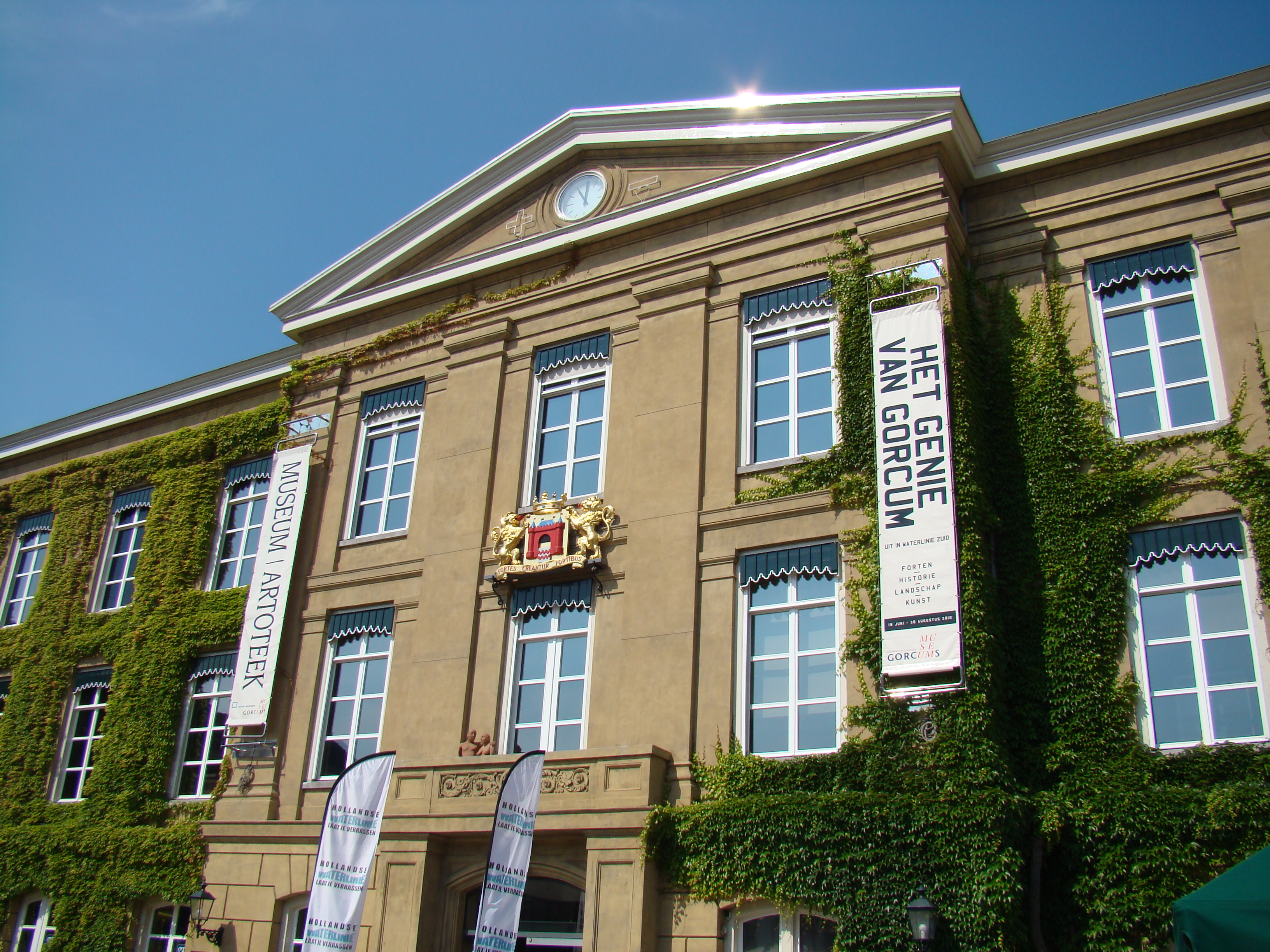
Musée de la ville
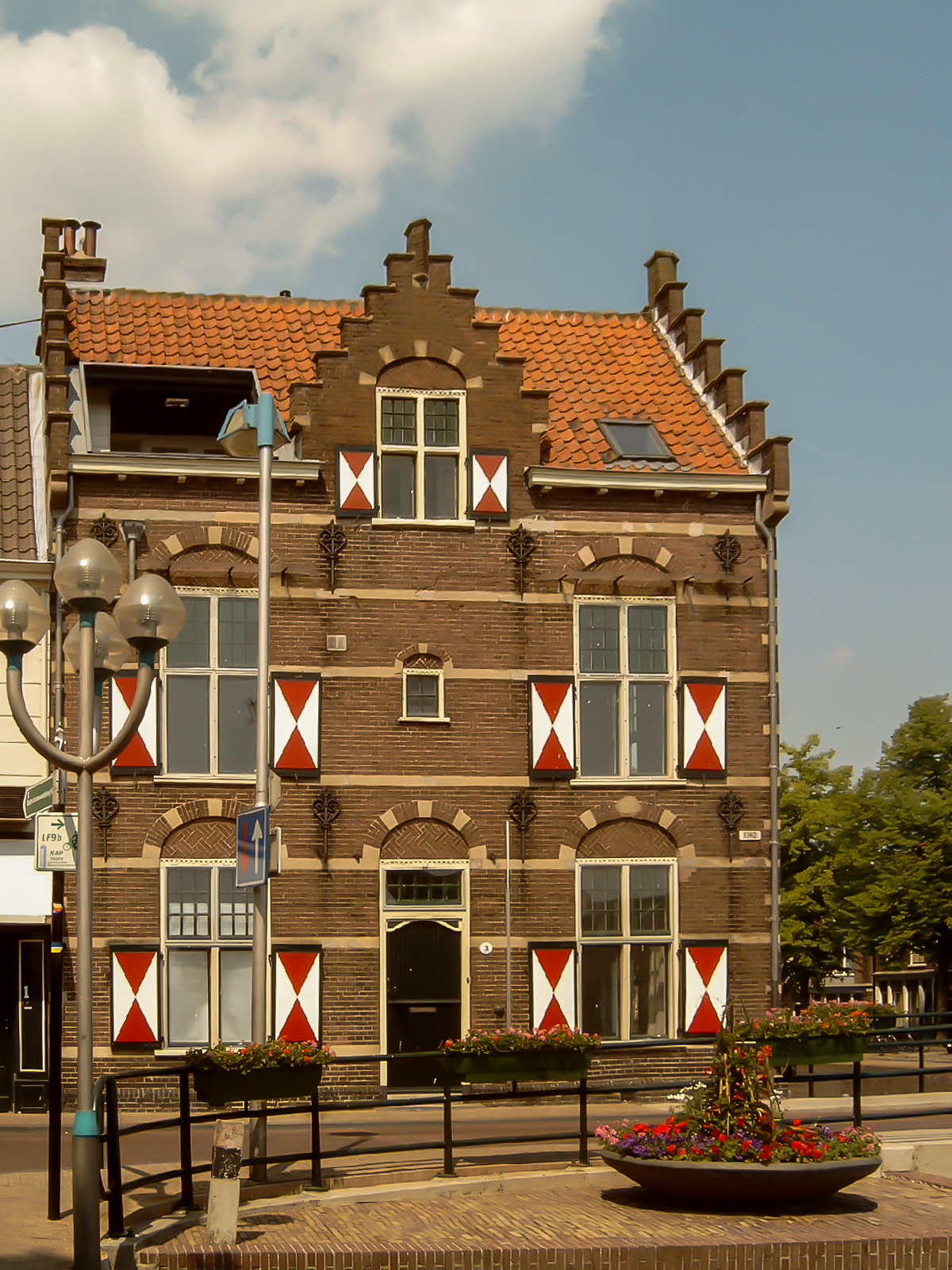
Gorinchem, maison 'Le chapeau bleu'
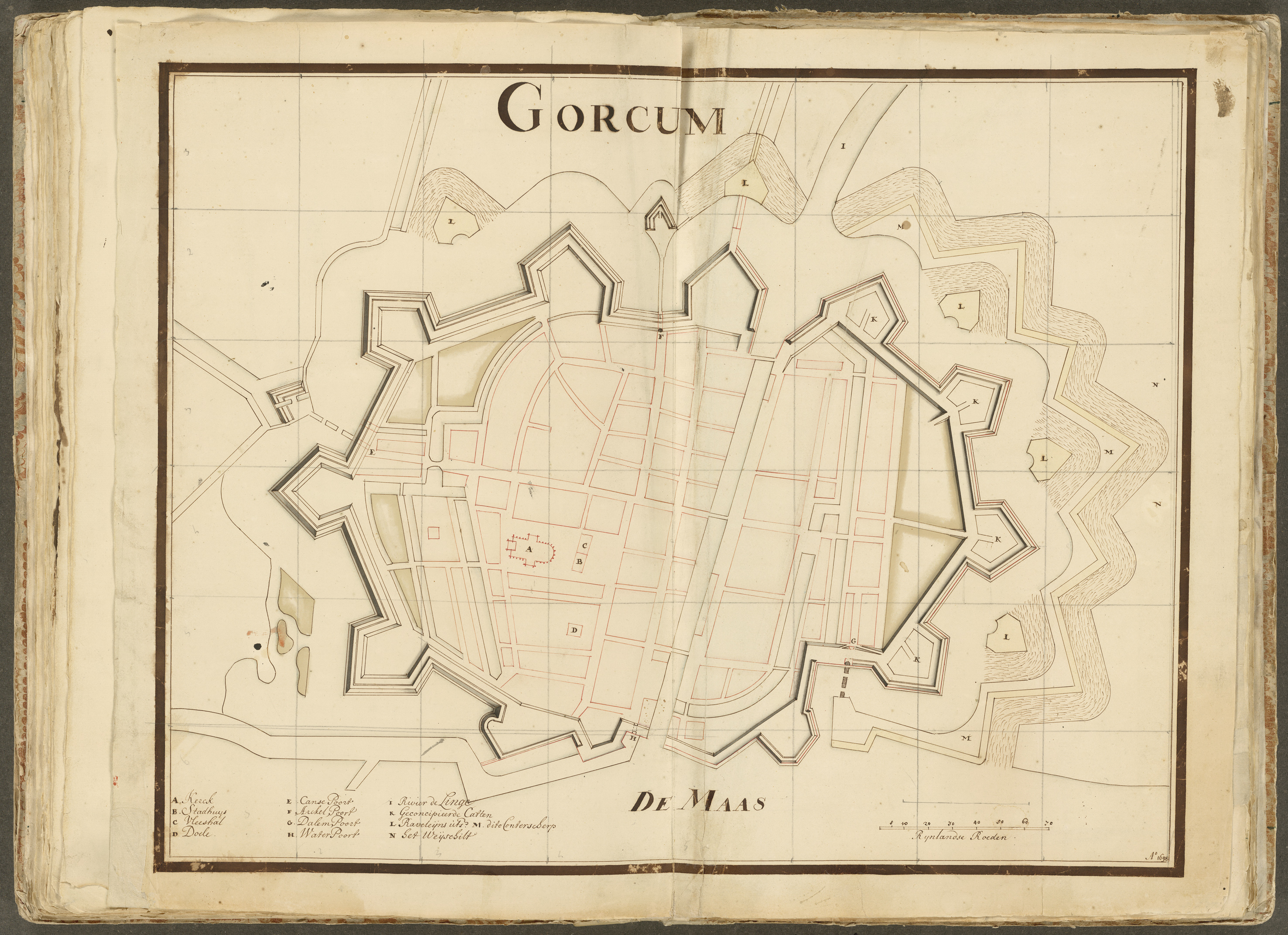
Gorinchem, plan des fortifications en 1698[2].